# Fumane
Fumane település Olaszországban, Veneto régióban, Verona megyében. Lakosainak száma 4102 fő (2023. január 1.). Fumane Marano di Valpolicella, San Pietro in Cariano, Sant'Anna d'Alfaedo, Sant'Ambrogio di Valpolicella és Dolcè községekkel határos.

## Népesség
A település népességének változása:
| Lakosok száma | 3590 | 4379 | 4594 | 3953 | 3887 | 3564 | 3412 | 3816 | 4151 | 4102 |
|               | 1871 | 1901 | 1911 | 1931 | 1951 | 1961 | 1981 | 2001 | 2011 | 2023 |